# 新手人生
《初学者》（英語：Beginners）是2010年的一部美國浪漫喜劇電影，由Mike Mills編劇和導演。電影以導演本身的經歷（他父親75歲時出櫃，5年後逝世），描述一名男子尋找另一半同時，他年邁父親出櫃和參與同志生活的故事。
此片在2010年的多倫多國際電影節上首映，獲得了不少好評，並且獲得了奥斯卡最佳男配角奖。

## 外部連結
- 官方网站
- 互联网电影数据库（IMDb）上《Beginners》的资料（英文）
- Box Office Mojo上《Beginners》的資料（英文）
- 爛番茄上《Beginners》的資料（英文）
- Metacritic上《Beginners》的資料（英文）
- IONCINEMA.com TIFF 2010 Viral: Mike Mills' Beginners（页面存档备份，存于）